# Sutra del Loto: IX capitolo

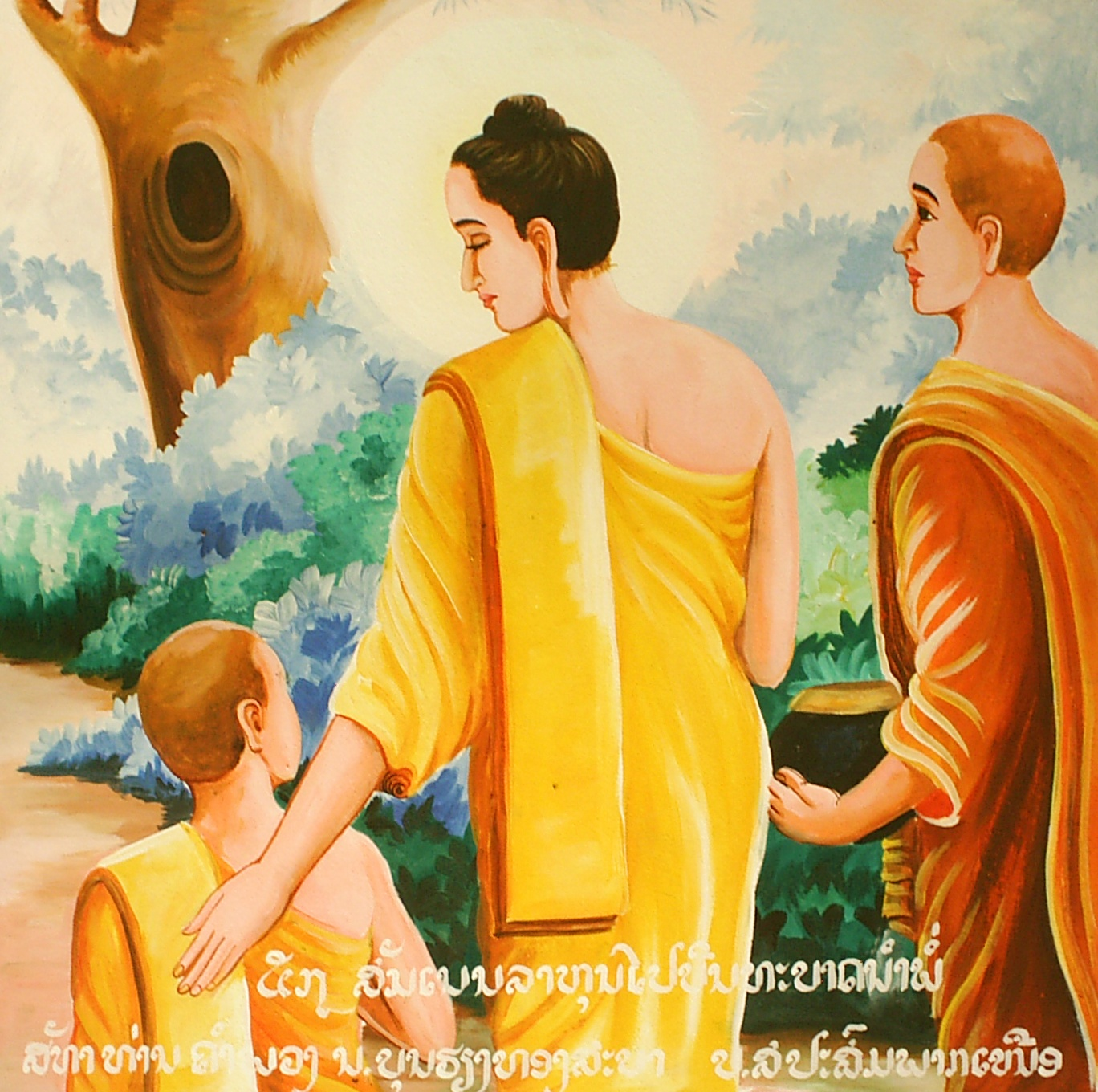
Il Buddha Śākyamuni con alla sua sinistra il giovane Rāhula in un dipinto laotiano. Rāhula era figlio dello stesso Śākyamuni e di sua moglie Yaśodharā. Dopo che il padre, divenuto rinunciante, realizzò lo stato di Buddha divenne suo seguace e uno dei suoi dieci discepoli principali. Gli altri discepoli principali furono: Ānanda, Aniruddha, Mahākāśyapa, Mahākātyāyana, Maudgalyāyana, Pūrṇa, Śāriputra, Subhūti e Upāli.

Dopo le osservazioni dei cinquecento śrāvaka (uditori), anche Ānanda e Rāhula chiedono al Buddha Śākyamuni di poter realizzare anche loro anuttarā-samyak-saṃbodhi e quindi realizzare il completo stato di Buddha. La ragione di questa richiesta è sottolineata dal fatto che 
(Sutra del Loto, IX)
Allo stesso modo altri duemila 'uditori' chiedono al Buddha Śākyamuni la profezia riguardante la loro realizzazione del 'supremo perfetto risveglio' (anuttarā-samyak-saṃbodhi).
Lo Śākyamuni allora rivolgendosi ad Ānanda gli profetizza che diverrà un Buddha denominato Sāgaravaradharabuddhivikrīḍitābhijña (Sapienza oltremondana che esprime la comprensione di Sāgaravara) e che vivrà in un campo buddhico fatto di lapislazzuli di nome Anavanāmitavaijayantī (Bandiera al vento) durante il kalpa Manojñaśabdābhigarjita (Eco di suoni meravigliosi).
A questo punto ottomila bodhisattva presenti si domandano come sia possibile una profezia così importante mai udita prima sia ne confronti degli 'uditori' ma nemmeno nei confronti degli stessi bodhisattva. Lo Śākyamuni, intuita la portata di questa domanda, rivela che lui ed Ānanda produssero nello stesso istante il perfetto pensiero del risveglio alla presenza del Buddha Dharmagaganābhyudgatarāja (Re asceso al cielo del Dharma). Ma Ānanda era concentrato sullo studio del Dharma mentre lui, lo Śākyamuni, era dedito alla pratica del vigore e quindi raggiunse prima di Ānanda l'anuttarā-samyak-saṃbodhi, mentre Ānanda divenne il "Custode del Dharma" per questo ora ha ottenuto la predizione.
Rivolgendosi quindi al figlio Rāhula, il Buddha Śākyamuni gli comunica che in futuro, dopo essere rinato come figlio del Buddha Sāgaravaradharabuddhivikrīḍitābhijña, diverrà il Buddha Saptaratnapadmavikrāntagāmī (Colui che incede sul Loto dei sette gioielli). E anche i duemila 'uditori' diverranno tutti Buddha perfetti chiamati Ratnaketurāja (Re della Bandiera dei gioielli).